# Индонезийцы в Гонконге

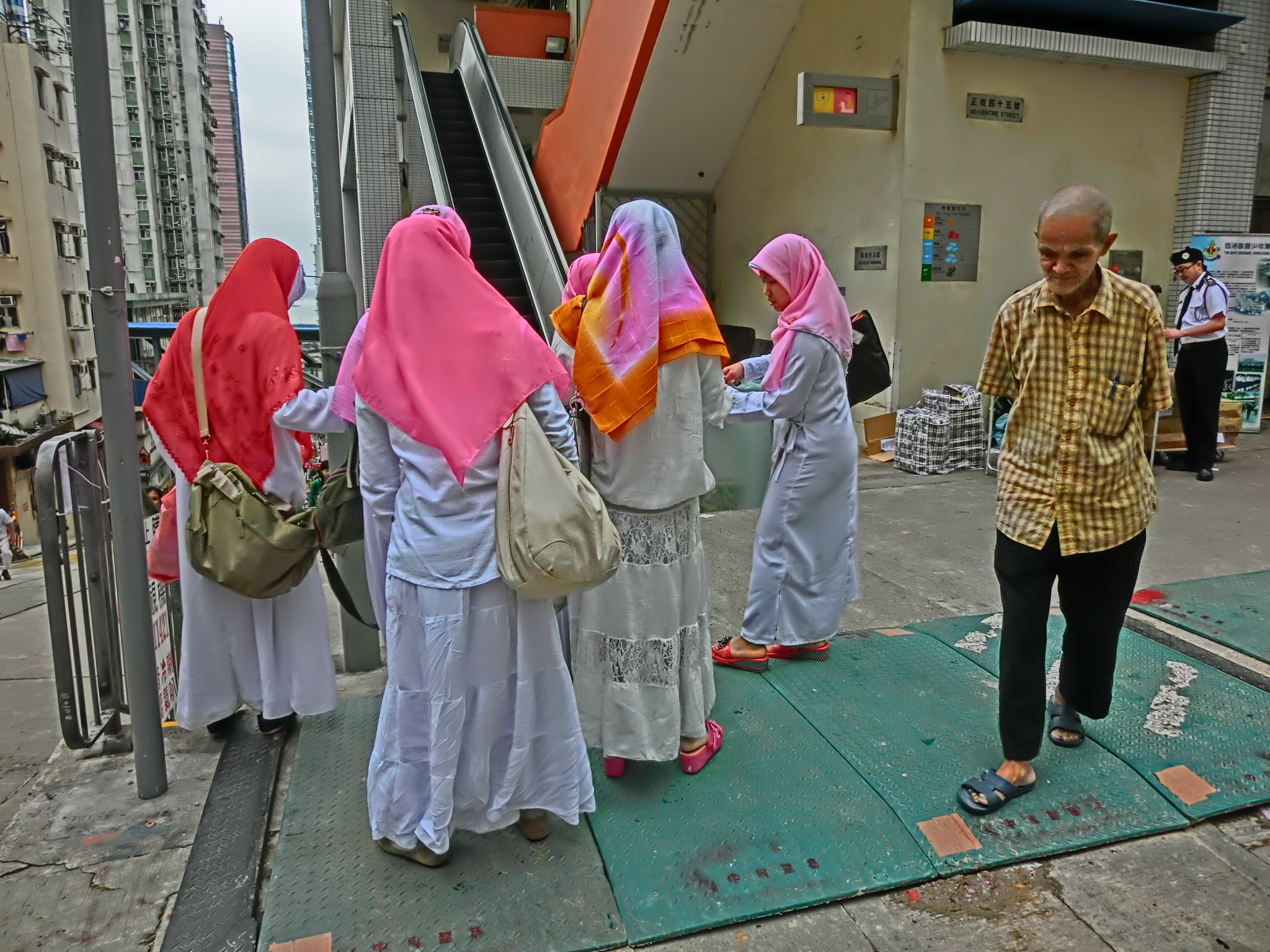
Индонезийские женщины на одной из улиц Гонконга

Индонезийцы (англ. Indonesians, кит. 在港印尼人) — одна из двух крупнейших групп некоренного населения Гонконга (наряду с филиппинцами). Согласно данным переписи населения 2011 года в Гонконге официально проживало 133,4 тыс. индонезийцев. Большинство выходцев из Индонезии прибывают в Гонконг по трудовым контрактам через кадровые агентства и работают в сфере услуг (преимущественно в качестве домашней прислуги, остальные — официантками в барах, горничными в отелях и медсёстрами в больницах). Среди гонконгских индонезийцев подавляющее большинство составляют женщины.   
Среди индонезийской домашней прислуги, работающей в Гонконге, преобладают выходцы из сельских районов Явы (около 60 % составляют выходцы из Восточной Явы, около 25 % — из Центральной Явы, 5 % — из Западной Явы). Значительную часть заработанных денег индонезийцы отправляют на родину, как через банковские структуры, так и через друзей и неформальную систему хавала.
Помимо индонезийцев-мусульман в Гонконге существует небольшая община индонезийских китайцев, которые в силу различных обстоятельств решили покинуть родину.  

## История
Трудовая миграция индонезийцев в Гонконг началась в 1970—1980-х годах, однако массовый характер она приобрела лишь с начала 1990-х годов, с первой волной индонезийских домработниц и нянь. В 1990 году в городе работало около 1 тыс. индонезийских мигрантов, в 1994 году — уже 10 тыс., в 1999 году — свыше 40 тыс.. Во время китайских погромов, случившихся в Джакарте весной 1998 года, власти Гонконга в качестве ответной меры грозились выслать на родину всех рабочих-индонезийцев, однако этого не произошло. В 2000 году в Гонконге работало 41 тыс. индонезийцев, в 2006 году — 102 тыс., в 2009 году — 130 тыс., в 2011 году — более 133 тыс. человек.

## Современное положение

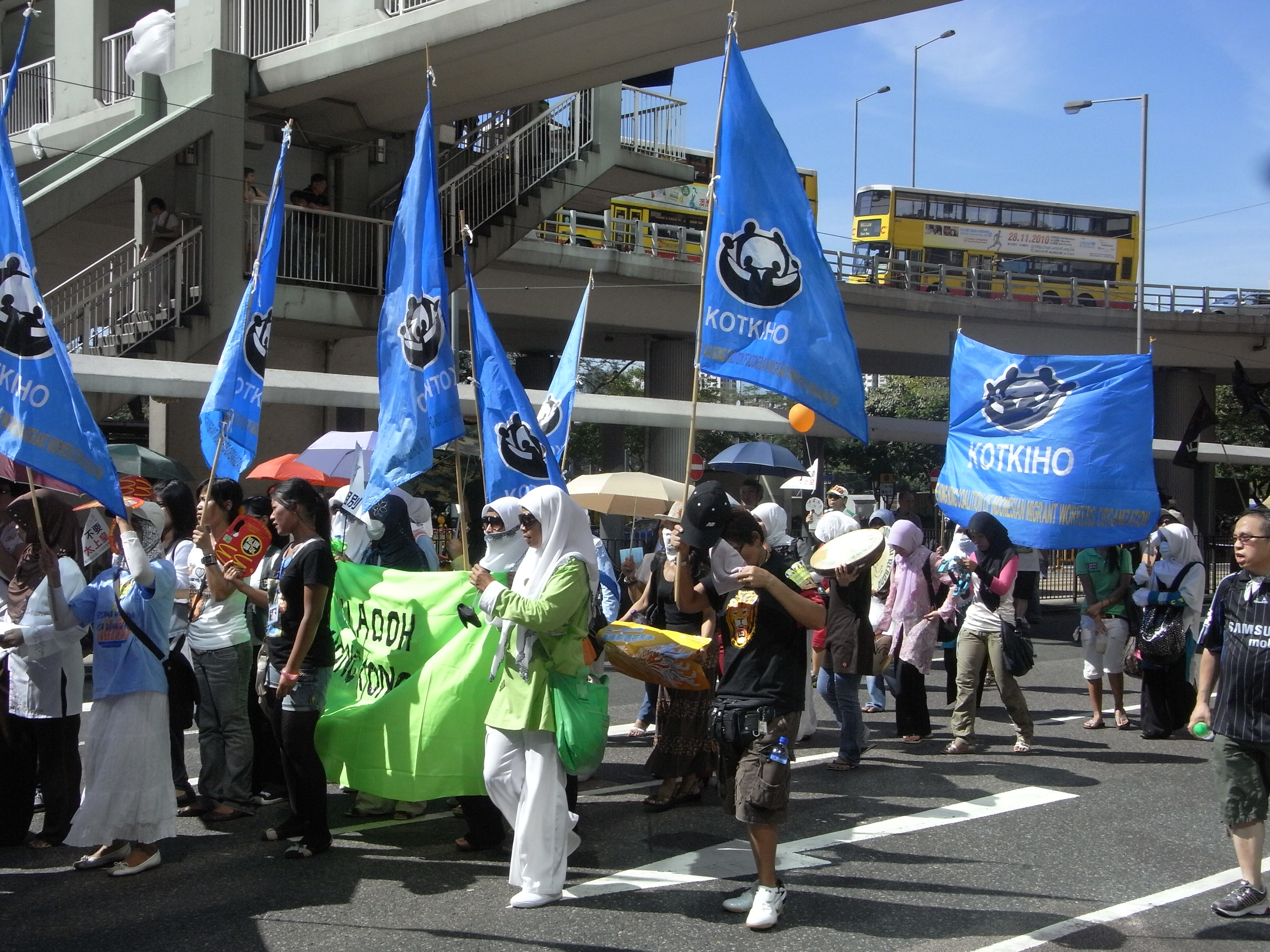
Демонстрация с флагами Коалиции организаций индонезийских мигрантов-рабочих

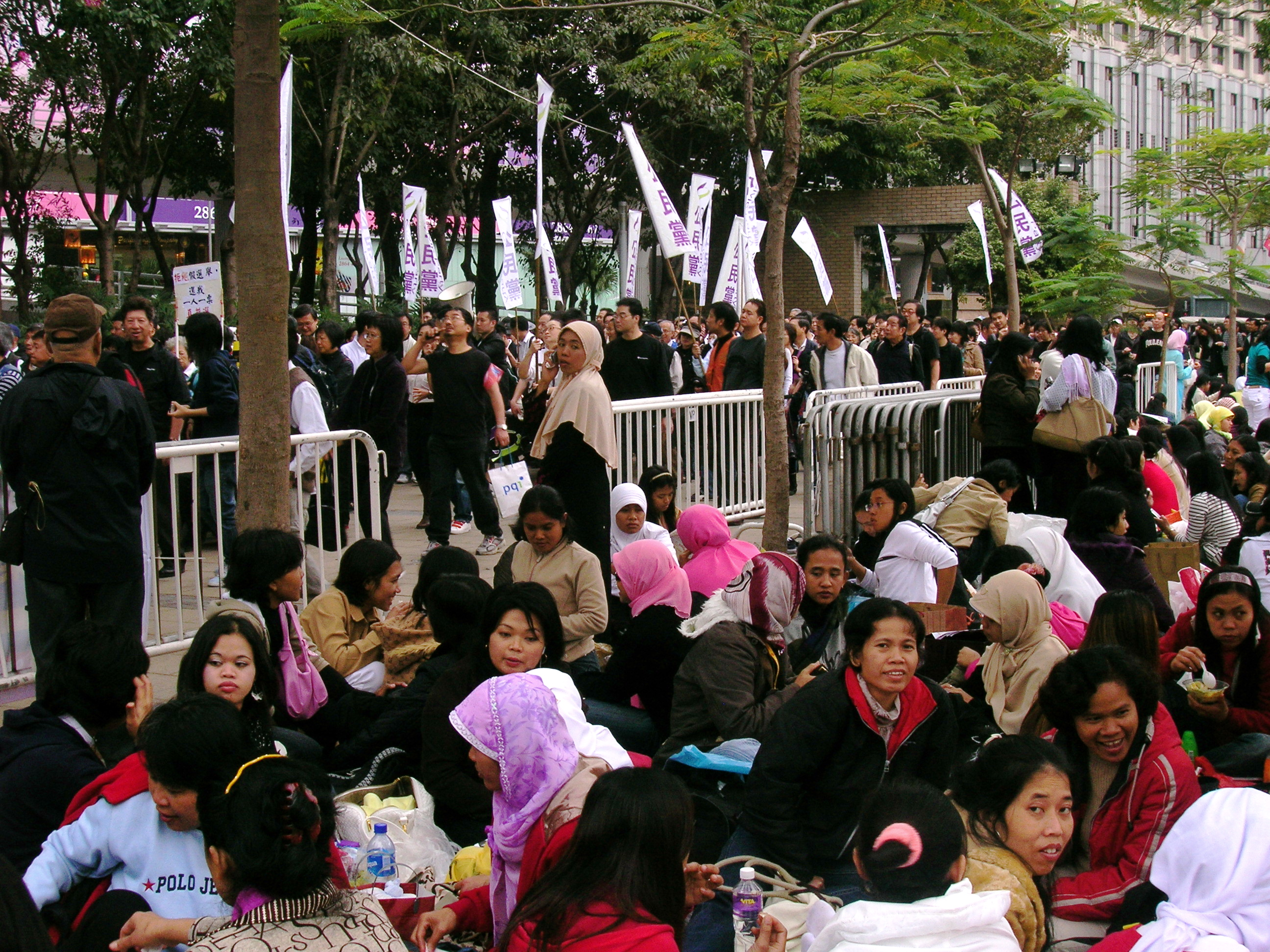
Индонезийки в парке Виктория

Индонезийцы Гонконга объединены в несколько правозащитных организаций, в том числе в Союз индонезийских мигрантов-рабочих (англ. Indonesian Migrant Workers Union) и Коалицию организаций индонезийских мигрантов-рабочих (англ. Coalition of Indonesian Migrant Workers' Organisations). Среди основных проблем, с которыми сталкиваются индонезийские рабочие в Гонконге — маленькие по сравнению с местными жителями зарплаты, невыплата в полном объёме сумм, прописанных в контракте, злоупотребления со стороны работодателей (побои, несоблюдение условий труда и переработка), запугивание со стороны полиции.
Большинство индонезийцев Гонконга исповедует ислам. Мусульмане-индонезийцы посещают мечеть Джамия в районе Мид-левелс, мечеть Аммар в районе Ваньчай, мечеть в районе Чхайвань, Коулунскую мечеть в районе Чимсачёй и мечеть Ибрагима в районе Яуматэй.
По состоянию на 2011 год крупнейшие общины индонезийцев проживали в Восточном округе (14,1 тыс.), округе Сатхинь (11,7 тыс.), округе Юньлон (10,8 тыс.), округе Сайкун (9,9 тыс.), округе Коулун-Сити (9,7 тыс.), округе Куньтхон (8,6 тыс.) и округе Чхюньвань (6,8 тыс.).
По выходным основными местами сбора индонезийцев являются парк Виктория в районе Козуэй-Бей, общественные скверы в Юньлоне и Тайпоу, а также индонезийские супермаркеты на улице Шугар-стрит (англ. Sugar Street) в Козуэй-Бей, где можно обменять деньги, купить карточки связи, халяльные продукты и некоторые индонезийские товары. Вечерами индонезийцы стекаются в бары и клубы районов Ваньчай и Козуэй-Бей. Главной газетой индонезийской общины Гонконга является Suara.
Большая часть индонезийской домашней прислуги плохо знает кантонский и английский языки, поэтому они более уязвимы перед работодателями, чем филиппинцы и другие иммигранты. Индонезийские женщины, долго проживающие в Гонконге, в отличие от филиппинок, не спешат заводить сексуальные связи с китайскими или европейскими мужчинами. Многие из них практикуют лесбийские союзы с землячками, другие вступают в отношения с мусульманами из числа пакистанцев или африканцев.